# Luchetto Gattilusio
Luchetto Gattilusio (en occità, Luchetz Gateluz o Luquet Gatelus) (Gènova, ... vers 1230-1307 ...) fou un comerciant, polític güelf i trobador italià, del qual ens han pervingut poesies en occità.
De Luchetto Gattilusio ens en ha pervingut documentació notarial i mercantil que el documenta des del 1248 (per tant, en aquest moment ja adult) i fins a 1307. En aquests anys ocupà diversos càrrecs polítics: podestà de Bolonya (1272), de Milà (1282), de Cremona (1301); capità del poble de Lucca (1273); ambaixador de la seva ciutat davant del Papa Climent IV (1266), de Bonifaci VIII (1295), etc.
Se'n conserven tres composicions d'atribució segura. Un partiment amb Bonifaci Calvo, de temàtica amorosa, que es data vers 1266, i dos sirventesos polítics. El sirventès Cora qu'eu fos marritz ni conziros és en lloança de Carles d'Anjou, on entre altres coses l'anima a ser comparable amb el seu homònim Carlemany, i amb estrofes adreçades a Conradí de Sicília i a Manfred de Sicília; es pot datar el 1264. El darrer sirventès, que els estudiosos daten el 1266, també va adreçat a Carles d'Anjou (rei de la Pulla) i li aconsella prudència i magnanimitat; aquest sirventès s'envia en la tornada al trobador Sordello.
Obra
- Cora qu'eu fos marritz ni conziros (sirventès) (290,1)[3]
- D'un sirventes m'es granz volontatz preza (sirventès, enviat a Sordello) (290,1a)
- Luchetz, se·us platz mais amar finamen (partiment amb Bonifaci Calvo) (101,8a = 290, 2)

Se li poden atribuir (com fa l'edició de Boni) dues poesies més: A 'n Rizart man que per obra d'aragna i Be·m meravilh del marques Moruel que els cançoners atribueixen a Lanfranc Cigala.